# Patricia Chauvet
Pour les articles homonymes, voir Chauvet.
Patricia Chauvet, née le 11 mai 1967 à Villeneuve-Saint-Georges, est une ancienne skieuse alpine française, originaire de Montgenèvre.

## Palmarès

### Jeux olympiques d'hiver
Patricia Chauvet participe à quatre[réf. nécessaire] éditions des Jeux olympiques d'hiver entre 1988 et 1998. Elle obtient son meilleur résultat avec une 6e place dans le slalom des Jeux d'Albertville en 1992.
| Épreuve / Édition | Calgary 1988 | Albertville 1992 | Nagano 1998 |
| ----------------- | ------------ | ---------------- | ----------- |
| Slalom            | 14e          | 6e               | Abandon     |

Elle a également participé aux jeux olympiques de Lillehammer en 1994.[réf. nécessaire]

### Championnats du monde
Patricia Chauvet participe à cinq[réf. nécessaire] éditions des championnats du monde de ski alpin entre 1989 et 1997. Elle obtient une médaille d'argent en slalom aux mondiaux de Sierra Nevada en 1996.
| Épreuve / Édition | Saalbach 1991 | Morioka Shizukuishi 1993 | Sierra Nevada 1996 | Sestrières 1997 |
| ----------------- | ------------- | ------------------------ | ------------------ | --------------- |
| Slalom            | 7e            | 7e                       | Argent             | 4e              |

Participation aux championnats du monde à vail en 1989

### Coupe du monde
Au total, Patricia Chauvet participe à 72 courses en Coupe du monde, dont 71 en slalom et une seule en slalom géant. Elle compte une victoire, pour un total de douze podiums,.

#### Différents classements en Coupe du monde
| Saison / Épreuve | Saison / Épreuve | Général | Général | Slalom géant | Slalom géant | Slalom | Slalom |
| ---------------- | ---------------- | ------- | ------- | ------------ | ------------ | ------ | ------ |
| Saison / Épreuve | Saison / Épreuve | Class.  | Points  | Class.       | Points       | Class. | Points |
| 1988             | 1988             | 25e     | 48      | -            | -            | 11e    | 48     |
| 1989             | 1989             | 26e     | 45      | -            | -            | 6e     | 45     |
| 1990             | 1990             | 25e     | 59      | -            | -            | 8e     | 59     |
| 1991             | 1991             | 30e     | 50      | -            | -            | 9e     | 50     |
| 1992             | 1992             | 89e     | 30      | 51e          | 6            | 42e    | 24     |
| 1993             | 1993             | 17e     | 402     | -            | -            | 3e     | 402    |
| 1994             | 1994             | 35e     | 234     | -            | -            | 8e     | 234    |
| 1995             | 1995             | 32e     | 212     | -            | -            | 7e     | 212    |
| 1996             | 1996             | 34e     | 234     | -            | -            | 10e    | 234    |
| 1997             | 1997             | 20e     | 347     | -            | -            | 5e     | 347    |
| 1998             | 1998             | 84e     | 25      | -            | -            | 36e    | 25     |

#### Détail des victoires
| Saison / Épreuve | Slalom          | Total |
| 1993             | Haus im Ennstal | 1     |
| Total            | 1               | 1     |

#### Performances générales
| Résultat  | Slalom géant | Slalom | Total |
| --------- | ------------ | ------ | ----- |
| 1re place | -            | 1      | 1     |
| 2e place  | -            | 4      | 4     |
| 3e place  | -            | 7      | 7     |
| Top 10    | -            | 44     | 44    |
| Top 30    | 1            | 65     | 66    |
| Autres    | -            | 6      | 6     |
| Départs   | 1            | 71     | 72    |

### Arlberg-Kandahar
- Meilleur résultat : 8e place du slalom 1993 à Cortina d’Ampezzo

### Championnats de France
- 3 fois Championne de France de Slalom en 1988, 1994 et 1996